# Wendy Carlos
Wendy Carlos (Rhode Island, 14 de novembro de 1939) é uma compositora e musicista estadunidense vencedora de três Grammys Awards, conhecida por seu pioneirismo na música eletrônica, sendo uma das primeiras artistas a utilizar sintetizadores. Ela também é reponsável por criar a trilha sonora dos filmes de Stanley Kubrick Laranja Mecânica (1971) e O Iluminado (1980); e do clássico de ficção científica da Disney, Tron (1982).
Em parceria com o engenheiro Robert Moog, ela desenvolveu o primeiro sintetizador comercialmente disponível no mercado.

## Biografia
Wendy começou sua educação musical aos seis anos de idade, quando começou a tocar piano. Em 1953, com apenas catorze anos, ela ganhou uma bolsa de estudos ao participar de um concurso de ciências para estudantes do ensino médio, onde ela mesma construiu um computador em sua própria casa. Entre 1958 a 1962, ela frequentou a universidade em Brown University, graduando-se duplamente em Física e Música.  Após se formar, ela mudou-se para Nova York em 1962, para estudar composição musical na Universidade de Princeton.
Posteriormente ela se tornou Mestre em Música na Universidade de Columbia. Lá, ela foi estudante de Vladimir Ussachevsky, um pioneiro da música eletrônica. Após sua graduação, se aproximou do engenheiro musical Robert Moog e foi uma das primeiras pessoas a utilizar-se de seus produtos, fornecendo considerações sobre o produto para futuras versões do sintetizador Moog. Ao lado de Robert ela desenvolveu o primeiro teclado de sintetizador comercialmente disponível.
Suas primeiras gravações foram lançadas ainda com o nome Walter Carlos, porque foi só em 1972 que a artista, uma mulher trans, passou por uma cirurgia de redesignação sexual e adotou o nome Wendy oficialmente. Assim, o primeiro lançamento creditado como Wendy Carlos foi Switched-On Brandenburgs, em 1979. Sua primeira aparição pública após a transição foi em uma entrevista em maio do mesmo ano para a revista Playboy, uma decisão da qual ela arrependeu-se posteriormente devido à publicidade negativa que isso trouxe para sua vida pessoal. Em seu sítio oficial, sua transição foi discutida em um documento.

## Percurso
Em 1968, a Wendy pegou um dos sintetizadores Moog, um instrumento desconhecido até então, e com ele reproduziu eletronicamente os seis Concertos de Brandenburgo do Johann Sebastian Bach, o transformando no primeiro álbum clássico a ganhar um disco de platina, o Switched-on Bach. O álbum se tornou um dos clássicos "eletrônicos" mais influentes de todos os tempos, quebrando as fronteiras entre música clássica e a feita com sintetizadores. A obra ganhou três Grammys e transformou a opinião pública sobre sintetizadores, que até então não eram vistos como instrumentos musicais, popularizando-os.
Switched-On Bach foi talvez o primeiro álbum a demonstrar o uso de sintetizadores como instrumentos musicais genuínos. Como uma pioneira do primeiro instrumento de Robert Moog disponível comercialmente, Wendy ajudou a difundir a tecnologia, que era muito mais difícil de ser manuseada que atualmente. As gravações de múltiplas trilhas foram críticas no processo de criação desse álbum lançado em 1968, e ele tornou-se o primeiro álbum erudito a vender 500 mil cópias, recebendo disco de platina pela RIAA. Uma sequência de música barroca sintetizada, The Well-Tempered Synthesizer foi lançado em 1969. Seu título é um trocadilho com o nome da obra de Bach "O Cravo Bem Temperado". Apesar de moderado sucesso comercial, não atingiu o mesmo sucesso do álbum anterior.
O álbum de 1972 Sonic Seasonings era duplo, com um lado dedicado a cada uma das quatro estações, e cada lado consistido de uma única faixa longa. Estava presente uma mistura entre sons gravados e sons sintetizados, sem melodias, para criar um efeito ambiente. Apesar de não tão popular quanto os álbuns anteriores, o álbum foi influente entre outros artistas para a criação da música ambiente. No mesmo ano, Wendy compôs e gravou a trilha sonora para o filme Laranja Mecânica. Sua gravação da Nona sinfonia de Beethoven também foi usada na introdução da apresentação de David Bowie de 1973 em Ziggy Stardust and the Spiders from Mars.
Ainda em 1973 Wendy trabalhou ao lado de Rachel Elkind-Tourre como engenheira de som no antológico "álbum branco" de João Gilberto, sendo responsável pela captura precisa de som que marcou a sonoridade do álbum e hoje é reconhecido como um dos melhores da carreira de João.
Em 1982, Wendy gravou a trilha do filme Tron de Disney. A obra incorporou orquestra, coro, órgão, e sintetizadores analógicos e digitais. Algumas de suas trilhas foram substituídas por uma canção da banda de rock Journey. Digital Moonscapes (1984) marcou a primeira troca em álbuns para sintetizadores digitais, em contraste dos sintetizadores analógicos que fizeram a marca da artista nos álbuns anteriores. O álbum incluiu alguns do materiais rejeitados de Tron.
No início da década de 2000, a maioria do catálogo de Wendy Carlos foi remasterizado. Em 2005 foi lançada a coletânea de dois volumes Rediscovering Lost Scores, apresentando material fora de circulação (a trilha sonora de The Shining), a trilha ainda não lançada de Woundings e material para Tron e A Clockwork Orange descartados dos filmes.

## Prêmios e Reconhecimentos
- 1970: Grammy Award Melhor Performance de Música Clássica
- 1970: Grammy Award Melhor Instrumentista Solo
- 1970: Grammy Award Melhor Gravação de Música Clássica[11]

## Discografia
Álbuns entre 1968 e 1975 foram originalmente lançados com o nome "Walter Carlos". Relançamentos e álbuns posteriores foram lançados com o nome "Wendy Carlos" e contraídos para "W. Carlos".
- Switched-On Bach (1968)
- The Well-Tempered Synthesizer (1969)
- Sonic Seasonings (1972)
- A Clockwork Orange (trilha sonora) (1972)
- Switched-on Bach II (1974)
- By Request (1975)
- Switched On Brandenburgs (1979)
- The Shining: Score Selections (trilha sonora) (1980) (atualmente em Recovering Lost Scores)
- Tron (trilha sonora) (1982)
- Digital Moonscapes (1984)
- Beauty In the Beast (1986)
- Land of the Midnight Sun (1986) (disponível no relançamento de Sonic Seasonings)
- Secrets of Synthesis (1987)
- Peter and the Wolf (1988) (com "Weird Al" Yankovic)
- Switched-On Bach 2000 (1992)
- Tales of Heaven and Hell (1998)
- Switched-On Boxed Set (1999)
- Recovering Lost Scores, Volume 1 (2005) (The Shining, A Clockwork Orange, UNICEF)
- Recovering Lost Scores, Volume 2 (2005) (The Shining, Tron, Split Second, Woundings)